# Калю Катеров
Калю Иванов Катеров е български агроном.
Роден е на 8 май 1924 година в Изворово, Чирпанско, в селско семейство. Участва във Втората световна война, след което завършва агрономство в Софийския университет. Работи за кратко в кооперативна винарска изба в Чирпан, след което постъпва в Института по лозарство и винарство в Плевен, където работи до пенсионирането си през 1989 година. Директор е на института през 1968 – 1983 година.